# Bogdan Racovițan
Bogdan Racovițan (n. 6 iunie 2000, Dijon, Franța) este un fotbalist român și francez, care joacă pe post de fundaș central la Raków Częstochowa în Ekstraklasa. Pe plan internațional, are prezențe la națională pentru România Sub-21 și România.

## Cariera de club
Născut în Franța, Racovițan a fost căpitanul echipei de tineret a lui Dijon și a echipei sale de rezerve. Pentru aceasta din urmă, a totalizat 23 de apariții și două goluri în Campionatul National 3 între 2019 și 2021.
În februarie 2021, Racovițan a semnat pentru FC Botoșani în România. El a debutat pentru echipa botoșăneană pe 6 mai 2021, într-o înfrângere 1-3 în Liga I în fața echipei FCSB.
Pe 27 ianuarie 2022, Racovițan s-a transferat în Ekstraklasa, la vicecampioana Poloniei, Raków Częstochowa, semnând un contract pe o perioadă de trei ani și jumătate. În sezonul 2023-2024, Racovițan a jucat în 24 de meciuri pentru Raków în Ekstraklasa, marcând trei goluri, iar Raków a devenit campioană a Poloniei.

## La echipa națională
Racovițan a debutat la naționala mare a României pe 22 martie 2024, într-un meci amical contra Irlandei de Nord.

## Viata personală
Racovițan s-a născut la Dijon dintr-o mamă franceză și un tată român din Oradea. El a declarat că se simte român și visează să reprezinte echipa națională a României.